# Scrantonunionen
Scrantonunionen är en kyrkogemenskap bestående av gammalkatolska kyrkor tidigare tillhöriga Utrechtunionen. Utbrytningen skedde på 1990-talet då Utrechtunionen antog en mer liberal hållning avseende exempelvis ämbetssyn och äktenskapets sakrament. Scrantonunionen består idag av Polska nationalkatolska kyrkan (Polish National Catholic Church) i USA och Nordisk-katolska kyrkan.

## Scrantondeklarationen
De samfund som tillhör Scrantonunionen bekänner den ursprungliga Utrechtdeklarationen från 1889. Som ytterligare förtydligande och som grunddokument antogs vid bildandet Scrantondeklarationen vars portalparagraf lyder:
| ” | Vi fasthåller hängivet den trosregel som, genom S:t Vincent av Lerins, fastlades med följande ord: “Id teneamus, ubique, quod semper, quod ab omnibus creditum est, hoc est etenim proprieque catholicum” (Bara det är sant katolskt som alla har trott, alltid och överallt). På den grund fasthåller vi den äldsta kyrkans tro, sådan den är formulerad i de ekumeniska bekännelserna och preciserad genom den odelade kyrkans samstämmiga beslut vid de ekumeniska koncilierna under det första årtusendet. | „ |

## Centrala lärodokument för Scrantonunionen
- Scrantondeklarationen (Declaration of Scranton)[5]
- Utrechtdeklarationen (Declaration of Utrecht)[6]
- Road to Unity (Konsensusdokument antaget av gammalkatolska och de ortodoxa kyrkorna)[7]

## Utmärkande för Scrantonunionens teologi
Det som skiljer kyrkorna i Scrantonunionen från Romersk-katolska kyrkan å ena sidan och Utrechtunionen å den andra är ett antal portalfrågor
- Förkastandet av första Vatikankonciliets dogm om påvens ofelbarhet och universella jurisdiktion.
- Förkastandet av dogmen om Jungfru Marias obefläckade avlelse.
- Förkastandet av Pius XII:s dogmatisering (1950) av läran om Jungfru Marie himmelsfärd.
- Förkastandet av de nya idéer som främjas av den anglikanska kyrkogemenskapen och Utrechtunionen avseende vigning av kvinnor till kyrkans ämbeten samt kyrklig välsignelse av samkönade förhållanden.